# ポプラド・タトリ - プラヴェチ線
ポプラド・タトリ - プラヴェチ線（スロバキア語: Železničná trať Poprad-Tatry – Plaveč）は、スロバキア国鉄の鉄道線の名称である。路線番号は185。
ポプラド～ポドリーネツ間は、1889年から1893年にかけて開業した。その後1895年に、タトランスカー・ロムニツァ方面への支線が開業した。1966年に、ポドリーネツ～プラヴェチ間が開業し、全線開通した。

## 運行形態

### 特急「区間リーフリク(RR)」
- ベリヤンスキ・エクスプレス号：　ポプラド・タトリ - プラヴェチ - ムシナ　【冬季・夏季の土曜・休日運行】
冬季・夏季の休日限定で、一日2往復の運行。途中、ストゥデニー・ポトク、ケジマロク、ベラー、ポドリーネツ、スタラー・リュボウニャに停車する。プラヴェチ以東は188号線に直通する。
2019年の夏に「タトリ」号の愛称で運行を開始した。当初はストゥデニー・ポトクを通過していたが、2021年より停車となり、現在の愛称名となった。

### 快速「レギオナルエクスプレス(REX)」
- レトニー・ヴラク号：　スタラー・リュボウニャ - プラヴェチ - プレショウ　　【夏季の土曜・休日運行】
夏季の休日限定で、一日2往復の運行。停車駅は特急と同じ。プラヴェチ以東は188号線に直通する。
2020年以前は、ズリフレニー・ヴラク(Zr)の種別で運行していた。

### 普通
全て各駅停車。下記2系統に分かれる。
- ポプラド・タトリ - スタラー・リュボヴニャ( - プラヴェチ)

ポプラド - スタラー・リュボヴニャ間は、2時間に1本の運行。ただし休日は一部がケジマロク以南の区間運転となる。うち週1往復のみがプラヴェチまで運行される。スタラー・リュボヴニャ - プラヴェチ間は、区間運転と合わせて週2往復の運行となる。
- ストゥデニー・ポトク - タトランスカー・ロムニツァ

2時間に1本の運行。一日片道1本のみが、ロムニツァ発ポプラド・タトリ行で運行される。なお、ストゥデニー・ポトクでポプラド方面の列車と接続し、ポプラド～ロムニツァ間は、185号線を経由した方がタトラ電鉄線経由と比べて所要時間が短い（ただし利用できる列車本数は少ない）。

## 駅一覧
以下では、スロバキア国鉄185号線の駅と営業キロ、停車列車、接続路線などを一覧表で示す。なお、全て各駅停車である。

### ポプラド～プラヴェチ間
| 路線名 | 駅名                             | 駅間営業キロ | 累計営業キロ                 | 累計営業キロ      | 接続路線                            | 所在地       | 所在地                   |
| ------ | -------------------------------- | ------------ | ---------------------------- | ----------------- | ----------------------------------- | ------------ | ------------------------ |
| 185    | ポプラド・タトリ駅               | -            | スピシスカー・ソボタから 1.1 |                   | 180号線、183号線                    | プレショフ県 | ポプラド郡               |
| 185    | ポプラド・スピシスカー・ソボタ駅 | 1.1          | 0.0                          |                   |                                     | プレショフ県 | ポプラド郡               |
| 185    | マテヨヴツェ・プリ・ポプラデ駅   | 3.7          | 3.7                          |                   |                                     | プレショフ県 | ポプラド郡               |
| 185    | ストゥデニー・ポトク駅           | 3.5          | 7.2                          |                   | タトランスケー・ロムニツェ方面      | プレショフ県 | ケジマロク郡             |
| 185    | フンツォヴツェ駅                 | 2.1          | 9.3                          |                   |                                     | プレショフ県 | ケジマロク郡             |
| 185    | ケジマロク駅                     | 6.2          | 13.5                         |                   |                                     | プレショフ県 | ケジマロク郡             |
| 185    | ケジマロク停留所                 | 1.2          | 14.7                         |                   |                                     | プレショフ県 | ケジマロク郡             |
| 185    | ストラージキ駅                   | 2.0          | 16.7                         |                   |                                     | プレショフ県 | ケジマロク郡             |
| 185    | ストラージキ停留所               | 1.8          | 18.5                         |                   |                                     | プレショフ県 | ケジマロク郡             |
| 185    | スピシスカー・ベラー停留所       | 2.0          | 20.5                         |                   |                                     | プレショフ県 | ケジマロク郡             |
| 185    | ブショヴツェ駅                   | 4.4          | 24.9                         |                   |                                     | プレショフ県 | ケジマロク郡             |
| 185    | ポドホラニ・プリ・ケジマルク駅   | 1.4          | 26.3                         |                   |                                     | プレショフ県 | ケジマロク郡             |
| 185    | トポレツ駅                       | 2.1          | 28.4                         |                   |                                     | プレショフ県 | ケジマロク郡             |
| 185    | ポドリーネツ駅                   | 1.8          | 30.2                         | オルロフから 31.2 |                                     | プレショフ県 | スタラー・リュボヴニャ郡 |
| 185    | ニジニー・ルジバヒ駅             | 4.6          | 34.8                         | 26.6              |                                     | プレショフ県 | スタラー・リュボヴニャ郡 |
| 185    | フォルバスィ駅                   | 4.3          | 39.1                         | 22.3              |                                     | プレショフ県 | スタラー・リュボヴニャ郡 |
| 185    | スタラー・リュボヴニャ駅         | 4.5          | 43.6                         | 17.8              |                                     | プレショフ県 | スタラー・リュボヴニャ郡 |
| 185    | フメリニツァ駅                   | 4.3          | 47.9                         | 13.5              |                                     | プレショフ県 | スタラー・リュボヴニャ郡 |
| 185    | プラヴニツァ駅                   | 4.7          | 52.6                         | 8.8               |                                     | プレショフ県 | スタラー・リュボヴニャ郡 |
| 185    | フロモシ駅                       | 3.2          | 55.8                         | 5.6               |                                     | プレショフ県 | スタラー・リュボヴニャ郡 |
| 185    | プラヴェチ駅                     | 3.8          | 59.6                         | 1.8               | 188号線（コシツェ方面、チルチ方面） | プレショフ県 | スタラー・リュボヴニャ郡 |

### ストゥデニー・ポトク～タトランスカー・ロムニツァ間
| 路線名 | 駅名                             | 駅間営業キロ | 累計営業キロ | 接続路線                       | 所在地       | 所在地       |
| ------ | -------------------------------- | ------------ | ------------ | ------------------------------ | ------------ | ------------ |
| 185    | ストゥデニー・ポトク駅           | -            | 0.1          | ポプラド方面、リュボヴニャ方面 | プレショフ県 | ケジマロク郡 |
| 185    | ヴェリカー・ロムニツァ・ゴルフ駅 | 3.3          | 3.4          |                                | プレショフ県 | ケジマロク郡 |
| 185    | タトランスカー・ロムニツァ停留所 | 2.1          | 5.5          |                                | プレショフ県 | ポプラド郡   |
| 185    | タトランスカー・ロムニツァ駅     | 3.4          | 8.9          | 184号線                        | プレショフ県 | ポプラド郡   |